# Felix Burckhardt (Bibliothekar)
Felix Heinrich Burckhardt (auch Burckhardt-Matzinger; * 13. Oktober 1883 in Basel; heimatberechtigt ebenda; † 16. Juni 1962 in Zürich) war ein Schweizer Bibliothekar und Direktor der Zentralbibliothek Zürich.

## Leben
Felix Burckhardt war ein Sohn der Elisabeth geborene Finsler sowie des Gymnasiallehrers und späteren Gross- sowie Regierungsrats Albert Burckhardt. Er studierte Geschichte und Philosophie an den Universitäten Basel, Grenoble und München. In Basel erwarb er 1908 den akademischen Grad eines Dr. phil.
Im selben Jahr wurde Burckhardt Bibliothekar an der Stadtbibliothek Zürich. Er heiratete 1909 Alice Matzinger. Nach der Zusammenlegung von Kantons- und Stadtbibliothek im Jahr 1914, wurde Burckhardt drei Jahre später Vizedirektor. Sein Hauptinteresse galt der Münzsammlung, die 1934 in das Schweizerische Landesmuseum verlegt wurde. Er folgte 1932 Hermann Escher als Direktor und übte dieses Amt bis 1949 aus. Von 1937 bis 1941 war Burckhardt Präsident der Vereinigung schweizerischer Bibliothekare (VSB; 1992–2008 Verband der Bibliotheken und der Bibliothekarinnen/Bibliothekare der Schweiz, BBS), die ihn zum Ehrenmitglied ernannte. Von 1938 bis 1953 war er Mitglied und Präsident der Schweizer Bibliothekskommission. Der Schweizerischen Volksbibliothek (heute: Bibliomedia Schweiz) diente er als Aktuar.
Burckhardt war von 1940 bis 1961 Vorstandsmitglied der Schweizerischen Numismatischen Gesellschaft und wurde 1954 Mitglied des Redaktionskomitees der Schweizerischen Numismatischen Rundschau.
Felix Burckhardt starb 78-jährig.

## Schriften (Auswahl)
- Hermann Escher †. In: Nachrichten der Vereinigung schweizerischer Bibliothekare. Nr. 3, 10. Mai 1938, S. 21–24 (archiviert in E-Periodica der ETH Zürich).
- Rationalisierung der Sammeltätigkeit der schweizerischen Bibliotheken. In: Nachrichten der Vereinigung schweizerischer Bibliothekare. Nr. 38, 5. Dezember 1934, S. 317–335 (archiviert in E-Periodica der ETH Zürich).

## Belege
1. ↑  René Teuteberg: Albert Burckhardt. In: Historisches Lexikon der Schweiz.  11. Januar 2018.

| Personendaten    | Personendaten                                                                          |
| ---------------- | -------------------------------------------------------------------------------------- |
| NAME             | Burckhardt, Felix                                                                      |
| ALTERNATIVNAMEN  | Burckhardt, Felix Heinrich (vollständiger Name); Burckhardt-Matzinger, Felix (Ehename) |
| KURZBESCHREIBUNG | Schweizer Bibliotheksdirektor                                                          |
| GEBURTSDATUM     | 13. Oktober 1883                                                                       |
| GEBURTSORT       | Basel, Schweiz                                                                         |
| STERBEDATUM      | 16. Juni 1962                                                                          |
| STERBEORT        | Zürich, Schweiz                                                                        |